# Underofficersbostället

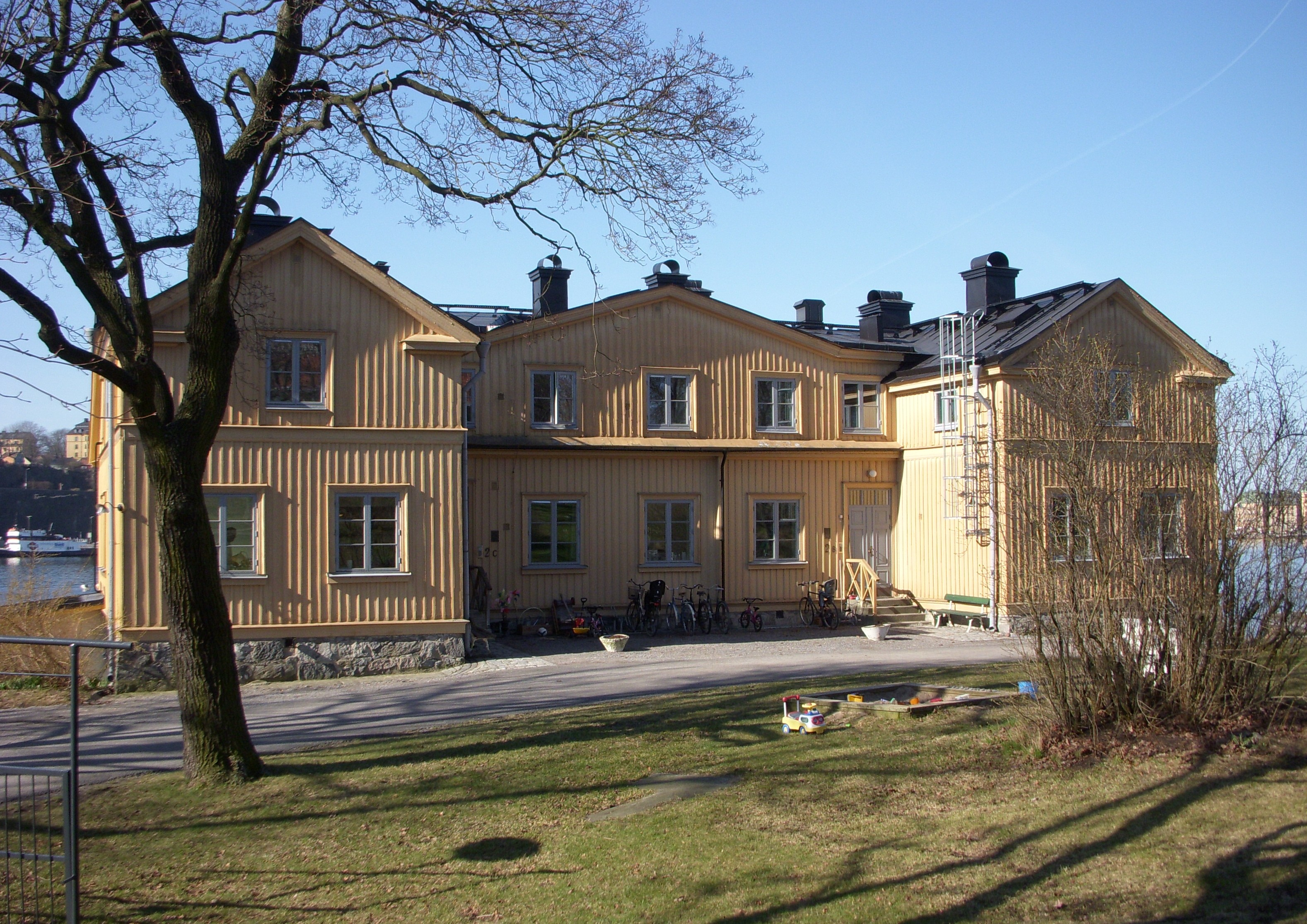
Underofficersbostället, fasad mot öst.

Underofficersbostället är en byggnad på Kastellholmen i Stockholm, som står vid öns västra sida. 
Underofficersbostället är en stor tvåvånings träbyggnad med flygelbyggnader inåt ön. Huset uppfördes ursprungligen som karantänsbyggnad på karantänstationen vid Djurhamn i Stockholms skärgård. 1858 upphörde karantänsstationen och i juli 1859 demonterades och transporterades byggnaden med flottans lastgaleas Tärnan och ångslupen Nordstjärnan till Kastellholmen. Här monterades det upp på platsen där tidigare öns Sommarsjukhus hade funnits (se även Hantverksbostället). Meningen var att inrätta ett nytt sjukhus, men så blev det inte utan redan från början nyttjades byggnaden som kasern och tjänstebostäder. År 1867 företogs ytterligare en ombyggnad och sedermera innehöll fastigheten enbart bostäder för underofficerare, därav namnet. Senaste ombyggnad utfördes år 2000 genom Statens fastighetsverk, som inrättade nio hyreslägenheter i byggnaden.